# Pygocentrus piraya
Pygocentrus piraya (Cuv.), conhecido popularmente como piranha-preta, rodoleira, piraya  e piranha-amarela, é uma espécie de piranha que habita os rios São Francisco onde é endêmica, sendo amplamente distribuída no Brasil onde suscita lendas e relatos reais da sua voracidade, sendo apreciada no aquarismo por suas cores. Presente ainda nos rios Jaguaribe e Amazonas, na América do Sul.  

## Características
Habita rios caudalosos e tem grande aceitação na pesca esportiva. Seu tamanho médio é de 34 cm com peso de até 3,2 kg. A dieta é, principalmente, de outros peixes, sendo considerada mutiladora pelo hábito de arrancar partes da presa ainda viva (como partes da cauda e nadadeiras), o que é conseguido por ter dentes bem afiados. Sua mandíbula inferior é larga e proeminente, sendo bastante forte. Também se alimenta de pequenos seres, 
Tem corpo estreito e alto, e a coloração difere no jovem (com manchas na lateral e orla caudal escura) do adulto (cores mais uniformes).

## Reprodução
A piranha não migra na época reprodutiva, procurando locais com plantas aquáticas, desovando no leito do rio no período de janeiro a abril.